# Gottfried Miller
Gottfried Miller (* 7. November 1923; † 25. Dezember 2018 in Bad Neustadt an der Saale) war ein deutscher Politiker (CSU).
Miller wuchs mit sieben Geschwistern auf dem landwirtschaftlichen Hof seiner Eltern in Wargolshausen auf. Er besuchte das Benediktiner-Internat im Kloster St. Ludwig in Wipfeld sowie das Gymnasium in Würzburg. 1942 musste er seine Schullaufbahn durch die Einberufung zur Wehrmacht unterbrechen, im Sommer 1944 geriet er bei Kischinjow in sowjetische Kriegsgefangenschaft. Nach überstandenen lebensbedrohenden Krankheiten (Ruhr, Fleckfieber, Dystrophie) hatten ihm im Elektromotorenwerk Charkiw ukrainische Frauen geholfen. Im Rahmen einer Dokumentation des Norddeutschen Rundfunks aus dem Jahr 2005 traf er diese Frauen wieder. Nach seiner Rückkehr beendete er das Abitur und studierte in Würzburg Jura.
Im Anschluss an sein Studium arbeitete Miller zunächst bei der Regierung von Unterfranken, später im Landratsamt in Karlstadt. 1963 wurde er als Nachfolger seines verstorbenen Vaters Albert zum Landrat des Landkreises Bad Neustadt an der Saale gewählt, das Amt führte er bis zur Kreisreform 1972 aus. In seiner Amtszeit wurde das heutige Landratsamt und die Salzforststraße, die heute Kreisstraße NES 51 von Windshausen nach Schmalwasser, gebaut. Ebenfalls wurden weitere neue Einrichtungen (Fachoberschule, staatliche Wirtschaftsschule, neue Berufsschule in Bad Neustadt an der Saale) ins Leben gerufen. 1972 trat Miller für das Amt des Landrats des neuen Landkreises Bad Neustadt an der Saale (später Landkreis Rhön-Grabfeld) an, unterlag jedoch knapp dem ehemaligen Landrat von Königshofen, Karl Grünewald. Darüber hinaus war er einige Jahre lang Kreisvorsitzender der CSU, der er seit 1952 angehörte. Von 1974 bis 1988 übte er das Amt des Geschäftsführers des Diözesanbüros in Bad Neustadt an der Saale aus.
Miller war außerdem in vielen Ehrenämtern tätig, beispielsweise als Vorsitzender des von ihm gegründeten Zweckverbandes Naturpark Bayerische Rhön, des Fremdenverkehrsverbandes Rhön-Saale, des Rhönklubs Bad Neustadt, des Kreisverbandes des Deutschen Caritasverbands, des Jungseniorenkreises St. Konrad und des Heimkehrerverbandes. Unter ihm wurde auch das Neustädter Haus umgebaut und vergrößert. Für sein Engagement erhielt er zahlreiche Auszeichnungen.
Miller war zweimal verheiratet, beide Ehefrauen sind verstorben. Er war Vater von fünf Kindern, außerdem hatte er 14 Enkelkinder. Er war Mitglied der katholischen Studentenverbindung KStV Normannia Würzburg.